# Porno - Made in Denmark
 For alternative betydninger, se Made in Denmark.
Porno - Made in Denmark er en film fra 1972 instrueret af Jørgen Hallum.

## Handling
Et turistægtepar besøger København og nyder godt af byens erotiske frisind.